# Racine carrée
Racine carrée of √ (Nederlands: vierkantswortel) is het tweede studioalbum van Stromae. Het werd uitgebracht op 16 augustus 2013 en bevat onder meer de singles Papaoutai en Formidable. De download van het album bevat ook een tweede versie van Papaoutai met Angel Haze.
In België haalde het album acht keer platinum, eveneens als in Nederland waar meer dan 50.000 exemplaren werden verkocht. Racine carrée was een commercieel succes in West-Europa (zowel in Franstalige als niet-Franstalige landen), Canada (Top 100 Albums) en Duitsland (Albums Top 100). In Frankrijk was Racine carrée het bestverkochte album van 2013 en 2014; in 2013 overtrof het onder meer het album Random Access Memories van het Franse duo Daft Punk. Op 8 februari 2014 sleepte Stromae ook acht Music Industry Awards in de wacht.

## Achtergrond
Het album bespreekt thema's als vervreemding door sociale netwerken, relatieproblemen, discriminatie, sigaretten en longkanker, aids en afwezige vaderfiguren. Het werd opgenomen in een kelder en was volgens Stromae een poging om Caraïbische en Afrikaanse muziek te combineren met zijn kenmerkende dancebeats. Ook Jacques Brel was een invloed op het werk van Stromae. Het nummer Ave Cesaria is dan weer een eerbetoon aan de Kaapverdische folkzangeres Cesária Évora.
Hoewel er autobiografische elementen in het album aan bod komen, zijn er ook heel wat zaken die niet op het leven van Stromae gebaseerd zijn. "Natuurlijk zijn er kleine dingen die doorsijpelen uit mijn eigen leven, maar ik hou toch een zekere afstand," verklaarde de artiest in een interview.

## Promotie
Om het album te promoten ging de zanger bijna drie jaar lang op tournee met de Racine carrée Tour. De tournee bestaat uit drie delen op verschillende werelddelen. 

## Nummers
| Nr.                | Titel                        | Schrijver(s)                    | Producent(en)                                                                                             | Duur |
| ------------------ | ---------------------------- | ------------------------------- | --- | ---- |
| 1.                 | Ta fête                      | Stromae                         | Stromae · Shameboy · Thomas Azier                                                                         | 2:56 |
| 2.                 | Papaoutai                    | Stromae                         | Stromae · Papa Dizzy · Aron Ottignon                                                                      | 3:52 |
| 3.                 | Bâtard                       | Stromae                         | Stromae · Noumoucounda Cissoko · Thomas Azier                                                             | 3:28 |
| 4.                 | Ave Cesaria                  | Stromae · Orelsan               | Stromae · Orelsan · Mauricio Delgados · Antonio Santos · Vincent Peirani · Mauricio Delgados · Schérazade | 4:09 |
| 5.                 | Tous les mêmes               | Stromae                         | Stromae · Bart Maris                                                                                      | 3:33 |
| 6.                 | Formidable                   | Stromae                         | Stromae · Lional Capouillez                                                                               | 3:33 |
| 7.                 | Moules frites                | Stromae                         | Stromae · Guillaume Huguet                                                                                | 2:38 |
| 8.                 | "Carmen"                     | Stromae · Orelsan               | Stromae (Geïnspireerd door Carmen van Georges Bizet)                                                      | 3:09 |
| 9.                 | Humain à l'eau               | Stromae                         | Stromae                                                                                                   | 3:59 |
| 10.                | Quand c'est?                 | Stromae                         | Stromae                                                                                                   | 3:00 |
| 11.                | Sommeil                      | Stromae                         | Stromae · Tibass Kazematik                                                                                | 3:38 |
| 12.                | Merci                        | Stromae                         | Stromae · Thomas Azier · Aron Ottingnon                                                                   | 3:54 |
| 13.                | AVF                          | Stromae · Maître Gims · Orelsan | Stromae · Maître Gims · Orelsan · Atom                                                                    | 3:44 |
| iTunes Bonus Track |                              |                                 | |      |
| 1.                 | Papaoutai (feat. Angel Haze) | Stromae · Angel Haze            | Stromae · Papa Dizzy · Aron Ottignon                                                                      | 3:51 |

## Awards en nominaties
| Jaar | Awards                       | Categorie      | Resultaat |
| ---- | ---------------------------- | -------------- | --------- |
| 2013 | Music Industry Awards        | Beste album    | Gewonnen  |
| 2013 | Music Industry Awards        | Beste artwork  | Gewonnen  |
| 2013 | Red Bull Elektropedia Awards | Beste album    | Gewonnen  |
| 2014 | Victoires de la musique      | Album of songs | Gewonnen  |